# Arie Ringnalda
Arie Ringnalda (Oudshoorn, 2 juli, 1895 – Hannover-Mühlenberg, 5 april 1945) was een Nederlands predikant en verzetsstrijder. In de Tweede Wereldoorlog werd hij geëxecuteerd in het Aussenkommando Hannover te Mühlenberg, een satellietkamp van concentratiekamp Neuengamme.

## Biografie
Ringnalda werd geboren in een predikantengezin: zijn vader was ds. Dirk Ringnalda (Wymbritseradeel, 5 maart 1867 – Zeist, 14 januari 1942) gehuwd met Dirkje van Oostveen. Ds. Arie Ringnalda was gereformeerd predikant in Gramsbergen en Soerabaja, en werkte later in Ermelo als geestelijk verzorger van de Stichting ‘Veldwijk’. Hij was gehuwd met Arnolda Looijen.
In Ermelo zette hij zich tijdens de Duitse bezetting in voor Joodse onderduikers, en zijn zonen Dirk en Lodewijk deden aan spionage voor de Engelsen.
Bij een Duitse inval werden spionagegegevens ontdekt en Arie Ringnalda en zijn zoon Dirk werden opgepakt, terwijl Lodewijk wist te ontkomen. Dirk werd al in de gevangenis ziek en werd opgenomen in het ziekenhuis van ‘Veldwijk’, waar hij ze hem tot de bevrijding ziek hielden.
Arie Ringnalda werden gevangen gezet in het Polizeiliches Durchgangslager Amersfoort van 6 maart tot 15 maart 1945. In de laatste trein van 15 maart 1945 werd hij met ongeveer 170 andere mannen gedeporteerd naar het concentratiekamp Neuengamme, en vandaar in een kleinere groep naar het satellietkamp Concentratiekamp Hannover-Mühlenberg. Hij was samen met ongeveer 50 man in de ziekenbarak achtergebleven toen de Duitsers vluchtten voor de oprukkende Amerikanen uit het westen. Later kwamen de Duitsers terug, en vermoordden iedereen die in het kamp was achtergebleven. Dat was één dag voor de bevrijding van het kamp door de Amerikanen.
In december 1945 zijn de slachtoffers van de massa-executie herbegraven op de Stadtfriedhof an der Seelhorst in Hannover.